# Die Musik in Geschichte und Gegenwart
Die Musik in Geschichte und Gegenwart (MGG), är ett tyskt musiklexikon. Det räknas som ett av världens största musiklexikon. Den nuvarande andra upplagan är ett samarbetsprojekt mellan Bärenreiter-Verlag i Kassel och J.B. Metzler-Verlag i Stuttgart.
De första upplagorna som kom ut mellan 1949 och 1987 räknas som de viktigaste tyskspråkiga standardverken inom musikvetenskap efter andra världskriget.